# Somerton (Norfolk)
Somerton es una parroquia civil del distrito de Great Yarmouth, en el condado de Norfolk (Inglaterra). En ella están ubicados los pueblos de East Somerton y West Somerton.

## Demografía
Según el censo de 2001, Somerton tenía 257 habitantes (131 varones y 126 mujeres). 43 de ellos (16,73%) eran menores de 16 años, 199 (77,43%) tenían entre 16 y 74, y 15 (5,84%) eran mayores de 74. La media de edad era de 43,88 años. De los 214 habitantes de 16 o más años, 45 (21,03%) estaban solteros, 144 (67,29%) casados, y 25 (11,68%) divorciados o viudos. 129 habitantes eran económicamente activos, 123 de ellos (95,35%) empleados y 6 (4,65%) desempleados. Había 93 con residentes y 5 eran alojamientos vacacionales o segundas residencias.